# Leucemia linfoblastica acuta a cellule T
La leucemia linfoblastica acuta a cellule T è una rara forma di tumore ematologico.